# 楊淨宇
楊淨宇（英語：Angel Yang，1995年3月27日—），台灣女歌手、女演員，初出道時曾於民視歌唱節目《台灣那麼旺 Taiwan NO.1》中展露歌唱才藝，並贏得「療癒女聲」之稱號。

## 背景與生涯

### 歌唱才華
從小就展現歌唱天賦的楊淨宇，立志長大後要當一名歌手。小學六年級時，老師要求大家寫出對自己十年後的期許，楊淨宇期盼自己長大後要成為一名像蔡依林一樣的唱跳歌手。在單親家庭中成長的楊淨宇，雖懷抱歌唱夢想，也不得不經常做出向現實低頭的選擇，為了經濟考量，在升學的抉擇上放棄自己喜歡的藝術和傳播專業。後來在媽媽的鼓勵下，她決定給自己五年時間，趁著還年輕時朝著夢想前進。 

### 演藝生涯
除了歌唱事業以外，楊淨宇也曾參與電視劇的演出和電視節目的主持工作，曾在民視電視劇《幸福來了》《大時代》中參與演出，也在《舞力全開》《哈旅遊》的節目中擔綱主持。為了克服在台上的害羞與恐懼，她開始了直播與街頭藝人生涯，在人潮熙攘往來的街頭累積人氣，在流量此起彼落的網路充實經歷。華視2024年上映的電視劇《幸運靈書FB54》中，將有她擔綱演出的角色。 

## 音樂作品

### 單曲專輯
| 曲名                                | 發行日期       | 作曲           | 填詞   | 時長  |
| ----------------------------------- | -------------- | -------------- | ------ | ----- |
| 《勾勾手》 （页面存档备份，存于）   | 2019年5月10日  | 蔡宜汝         | 蔡宜汝 | 03:38 |
| 《位置》                            | 2021年1月18日  | 丁天牧         | 蕭昱峋 | 03:54 |
| 《In Need of You》                  | 2021年8月14日  | 王宗宇         | 王宗宇 | 03:09 |
| 《任性點你》 （页面存档备份，存于） | 2022年11月29日 | 林均泓、巫孟儒 | 林均泓 | 03:33 |
| 《金魚》 （页面存档备份，存于）     | 2023年02月11日 | 林均泓、陳韻喬 | 武雄   | 05:50 |

## 電視劇
| 年份   | 電視台 | 劇名         | 角色 | 備註 |
| ------ | ------ | ------------ | ---- | ---- |
| 2017年 | 民視   | 幸福來了     | 小宇 |      |
| 2018年 | 民視   | 大時代       | 記者 | 客串 |
| 2024年 | 華視   | 幸運靈書FB54 |      |      |

## 電影
| 年份 | 名稱   | 角色     | 導演   |
| ---- | ------ | -------- | ------ |
| 2020 | 女鬼橋 | 女鬼配音 | 奚岳隆 |

## 主持作品
- 2016年 《全國健走暨多元運動活動》主持人
- 2019年 民視《舞力全開》助理主持人
- 2021年 民視《哈旅遊》

## 綜藝節目
- 《台灣那麼旺 Taiwan NO.1》

## 外部連結
- 楊淨宇 Instagram （页面存档备份，存于）
- 楊淨宇 （页面存档备份，存于）facebook專頁
- 鳳凰藝能－楊淨宇 （页面存档备份，存于）

1. ↑  .   [2023-10-14]. （原始内容存档于2023-05-29）.
2. ↑  .   [2023-10-14]. （原始内容存档于2022-12-04）.
3. ↑  .   [2023-10-14]. （原始内容存档于2024-01-17）.
4. ↑  .   [2023-10-14].